# 1961 en Italie
Chronologie de l'Italie
- 1957
- 1958
- 1959
- 1960
- 1961
- 1962
- 1963
- 1964
- 1965

## Événements
- 1er février : le prix de l'essence est diminuée pour la quatrième fois ; il a baissé d'environ 25 % depuis mars 1960[1].
- 25 mars : discours du président Giovanni Gronchi célébrant le centenaire de l'Unité italienne devant le Parlement réuni en séance commune[2].

- Mars-avril : vague de grèves dans l'Italie méridionale (ouvriers agricoles, mineurs, etc.), qui s'étend à l'ensemble du pays (dockers, médecins, avocats, fonctionnaires du Trésor, chemins de fer)[1].

- 3 avril : émission du Gronchi rosa, un timbre pour commémorer le voyage du président Gronchi en Amérique du Sud retiré avant sa période de validité, un des plus rares d'Italie[3].
- 6-20 avril : voyage du président Giovanni Gronchi en Amérique latine ; Argentine, Uruguay, Pérou[2].
- 11 avril, Rome : le pape Jean XXIII marque une volonté d’ouverture très nette en accueillant le président du Conseil des ministres italien Amintore Fanfani au Vatican[4] et publiant l’encyclique Mater et magistra (15 mai) qui condamne le libéralisme et les inégalités sociales, par conséquent la politique de droite menée par la Démocratie chrétienne. Concrètement, en décembre, le pape invite l’Action catholique à abandonner la politique[1].

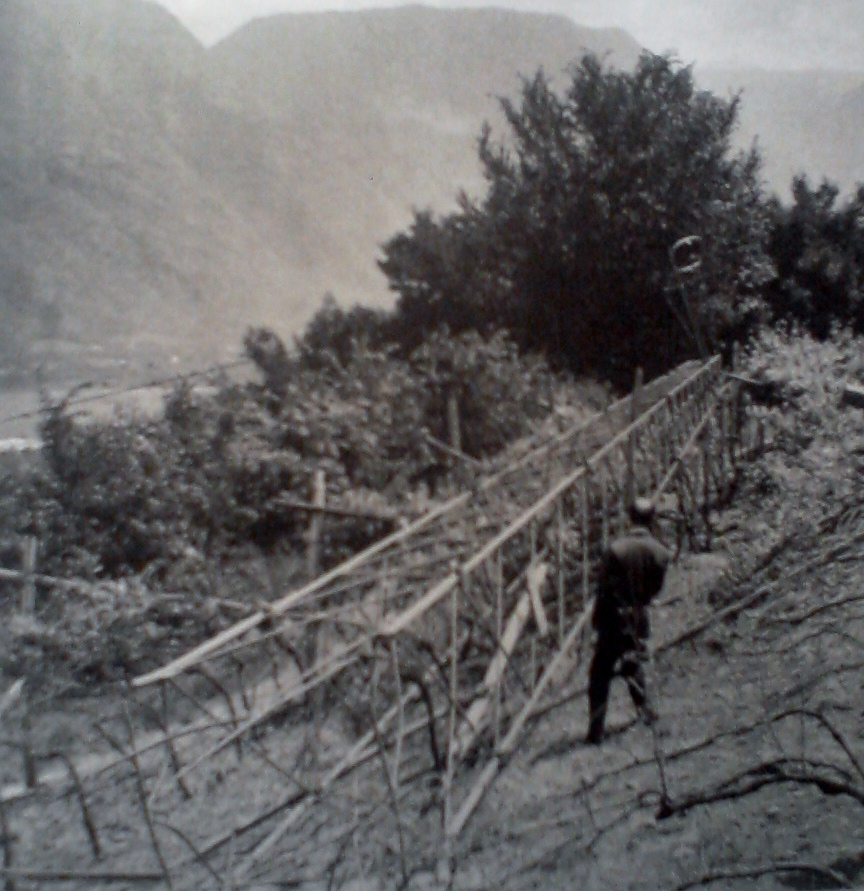
Un pylône électrique détruit lors de la Feuernacht, en juin 1961.

- 28 avril-15 juin : Flor 61 (« Fiori del mondo a Torino ») exposition dans le parc du Valentino, à Turin, pour les célébrations du centenaire de l'unité italienne[5].

- 1er mai-31 octobre : exposition Internationale du Travail à Turin[6].
- 15 mai : encyclique Mater et Magistra du pape Jean XXIII sur les questions sociales[7]. Renouvellement de l’enseignement social de l’Église.

- 2 juin : plan vert pour aider les exploitants agricoles à développer leur activité par des subventions et des crédits[8].

- 11-12 juin : lors de la Feuernacht, un groupe séparatiste  du Tyrol du Sud, membres du Befreiungsausschuss Südtirol, mène une série d'attentats à la bombe contre des poteaux électriques qui provoquent d'importantes coupures de courant dans tout le nord de l'Italie[9].

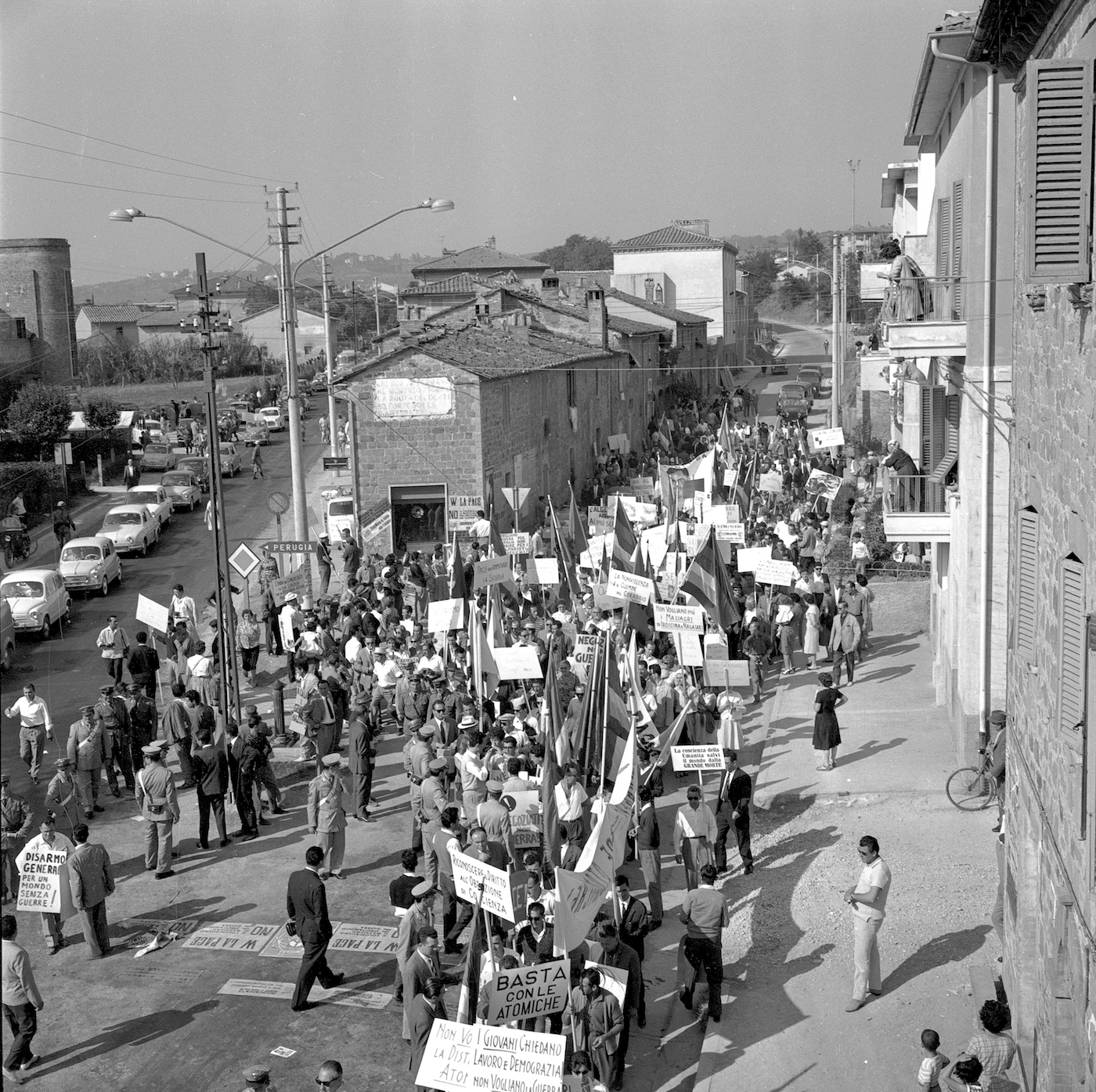
Marche pour la paix Pérouse - Assise.

- 24 septembre : première Marche pour la paix Pérouse - Assise[10].

- 15 octobre : recensement général de la population[11]. 49 903 878 habitants. La population de Rome, de Milan et de Turin a augmenté respectivement de 24 %, de 30 % et de 36 % depuis 1951[12]. Inflation à 39 %.

- 4 novembre : début des diffusions du Secondo Programma, deuxième chaîne de télévision publique généraliste italienne[13].

- 23 décembre : accident ferroviaire de Fiumarella[14].

## Culture

### Cinéma
- 30 juillet : 6e cérémonie des David di Donatello.
- Box-office Italie 1961-1962

#### Autres films sortis en Italie en 1961
- 5 mai : Antinea, l'amante della città sepolta (L'Atlantide), film franco-italien réalisé par Edgar G. Ulmer et Giuseppe Masini
- 31 août : I Mongoli (Les Mongols), franco-italien réalisé par André De Toth et Riccardo Freda
- 15 septembre : La principessa di Cleves (La Princesse de Clèves), film franco-italien de Jean Delannoy.
- 6 décembre : L'appuntamento (Le Rendez-vous), film franco-italien de Jean Delannoy
- 22 décembre : Madame Sans-Gêne, film franco-hispano-italien de Christian-Jaque

#### Mostra de Venise
- Lion d'or pour le meilleur film : L'Année dernière à Marienbad d'Alain Resnais
- Coupe Volpi pour la meilleure interprétation masculine : Toshirô Mifune pour Le Garde du corps (Yojimbo) d'Akira Kurosawa
- Coupe Volpi pour la meilleure interprétation féminine : Suzanne Flon pour Tu ne tueras point de Claude Autant-Lara

### Littérature
- 15 juin : première publication de la série Lampo, dans lequel le personnage de Zagor créé par Guido Nolitta et Gallieno Ferri fait sa première apparition[15].

#### Livres parus en 1961
- Leonardo Sciascia, Il giorno della civetta (Turin)
- Giuseppe Tomasi di Lampedusa : Le Professeur et la Sirène.

#### Prix et récompenses
- Prix Strega : Raffaele La Capria, Ferito a morte (Bompiani)
- Prix Bagutta : Giorgio Vigolo, Le notti romane, (Bompiani)
- Prix Napoli : non décerné
- Prix Viareggio : Alberto Moravia, La noia

## Naissances en 1961
- 9 juillet : Federico Cervi, escrimeur pratiquant le fleuret, triple champion du monde.
- 12 août : Andrea G. Pinketts (Andrea Giovanni Pinchetti), journaliste et écrivain. († 20 décembre 2018)
- 7 septembre : Eva Grimaldi, actrice italienne.
- 11 novembre : Luca Zingaretti, acteur de théâtre, de télévision et de cinéma.

## Décès en 1961
- 13 août : Mario Sironi, 76 ans, peintre de la première moitié du XXe siècle, se rattachant au mouvement futuriste. (° 12 mai 1885)
- 14 août : Luigi Russo (it), 68 ans, universitaire italien, titulaire de la chaire de littérature italienne à Florence, puis à Pise, recteur de l’université de Pise et critique littéraire. (° 29 novembre 1892)
- 31 août : Michele Cozzoli, 46 ans, compositeur, chef d'orchestre et arrangeur, connu notamment pour ses musiques de film. (° 3 mai 1915)
- 21 décembre : Baldo Baldi, 73 ans, escrimeur, double champion olympique (fleuret par équipe et sabre par équipe) lors des Jeux olympiques de 1920 à Anvers. (° 19 février 1888)